# Coupe Davis 1907
Navigation
Édition précédente Édition suivante
La Coupe Davis 1907 est la septième du nom. L'épreuve masculine a eu lieu intégralement à Warple Road, Wimbledon, à Londres (Grande-Bretagne). Durant le challenge round, le vainqueur précédent affronte directement le finaliste de l'édition en cours. 
L'Australasie, combinaison entre l'Australie et la Nouvelle-Zélande, remporte alors sa première victoire.

## Finale
Lieu : Worple Road, Wimbledon, Londres, Grande-Bretagne
Dates : du 13 juillet au 16 juillet
 Australasie 3-2  États-Unis
- 1 Norman Brookes (Australasie) (V) - Beals Wright (États-Unis) 6-4 6-4 6-2
- 2 Anthony Wilding(Australasie) (V) - Karl Howell Behr (États-Unis)  1-6 6-3 3-6 7-5 6-3
- 3 Norman Brookes (Australasie) Anthony Wilding (Australasie) -- Karl Howell Behr (États-Unis) Beals Wright (États-Unis) (V)6-3 10-12 6-4 2-6 3-6
- 4 Norman Brookes(Australasie) (V)- Karl Howell Behr (États-Unis)  4-6 6-4 6-1 6-2
- 5 Anthony Wilding (Australasie) - Beals Wright (États-Unis) (V)8-6 3-6 3-6 5-7

## Challenge round
Lieu : Warple Road, Wimbledon,Londres, Grande-Bretagne
Dates : du 20 juillet au 23 juillet
 Australasie 3-2  Royaume-Uni
- 1 Norman Brookes (Australasie) (V) - Arthur Gore (Grande-Bretagne) 5-7 1-6 5-7
- 2 Anthony Wilding (Australasie) (V) - Herbert Roper-Barrett (Grande-Bretagne) 6-1 4-6 3-6 5-7
- 3 Arthur Gore (Grande-Bretagne) Herbert Roper-Barrett (Grande-Bretagne) (V)-- Norman Brookes (Australasie) Anthony Wilding (Australasie) 3-6 4-6 7-5 6-2 13-11
- 4 Arthur Gore (Grande-Bretagne) (V)- Anthony Wilding (Australasie) 3-6 6-3 7-5 6-2
- 5 Norman Brookes (Australasie) (V) - Herbert Roper-Barrett (Grande-Bretagne) 2-6 0-6 3-6